# SC Cambuur in het seizoen 1968/69
Het seizoen 1968/1969 was het vijfde jaar in het bestaan van de Leeuwardense betaaldvoetbalclub SC Cambuur. De club kwam uit in de Eerste divisie en eindigde daarin op de vierde plaats. Tevens deed de club mee aan het toernooi om de KNVB beker, hierin werd in de eerste ronde verloren van Limburgia (2–3).

## Wedstrijdstatistieken

### Eerste divisie
|       | Blauw-Wit | FC Den Bosch '67 | SC Cambuur | Eindhoven | Elinkwijk | Haarlem | Helmond Sport | Heracles | HVC   | RBC   | RCH   | SVV   | Veendam | Vitesse | De Volewijckers | Wageningen | Willem II |
| ----- | --------- | ---------------- | ---------- | --------- | --------- | ------- | ------------- | -------- | ----- | ----- | ----- | ----- | ------- | ------- | --------------- | ---------- | --------- |
| Thuis | 2 – 1     | 2 – 1            | 3 – 1      | 1 – 1     | 0 – 2     | 1 – 1   | 2 – 0         | 1 – 0    | 1 – 0 | 4 – 1 | 2 – 4 | 2 – 0 | 3 – 1   | 3 – 1   | 1 – 1           | 1 – 0      | 0 – 0     |
| Uit   | 4 – 2     | 1 – 2            | 1 – 0      | 3 – 1     | 1 – 1     | 2 – 1   | 2 – 2         | 0 – 1    | 0 – 0 | 0 – 2 | 0 – 2 | 0 – 1 | 2 – 0   | 3 – 1   | 1 – 4           | 4 – 2      | 2 – 1     |

### KNVB beker
| 1e ronde                                  | Limburgia                  | 3 – 2 (1 – 0) | SC Cambuur                              |
| 15 september 1968 Plaats: Brunssum Venweg | Willy Coolen 13', 57', 66' |               | 52' Henny Weering 83' Wim van der Heide |

## Statistieken SC Cambuur 1968/1969

### Eindstand SC Cambuur in de Nederlandse Eerste divisie 1968 / 1969
| Stand | Gespeeld | Gewonnen | Gelijk | Verloren | Punten | Doelpunten voor | Doelpunten tegen |
| ----- | -------- | -------- | ------ | -------- | ------ | --------------- | ---------------- |
| 4e    | 34       | 17       | 7      | 10       | 41     | 50              | 40               |

### Topscorers
| #      | Naam                | Goal |
| ------ | ------------------- | ---- |
| 1.     | Koko Hoekstra       | 15   |
| 2.     | Henny Weering       | 10   |
| 3.     | Boudy van der Heide | 6    |
| 4.     | Pier Alma           | 4    |
| 4.     | Piet Kriesch        | 4    |
| 4.     | Gerard Lippold      | 4    |
| 7.     | Henk de Groot       | 2    |
| 7.     | Henny Hendriksen    | 2    |
| 9.     | Jan Brijker         | 1    |
| 9.     | Johan Derksen       | 1    |
| 9.     | Daan Gonlag         | 1    |
| Totaal | Totaal              | 50   |

| #      | Naam              | Goal |
| ------ | ----------------- | ---- |
| 1.     | Wim van der Heide | 1    |
| 1.     | Henny Weering     | 1    |
| Totaal | Totaal            | 2    |

## Voetnoten
Blauw-Wit ·
FC Den Bosch '67 ·
Cambuur ·
D.F.C. ·
Eindhoven ·
Elinkwijk ·
Haarlem ·
Helmond Sport ·
Heracles ·
HVC ·
RBC ·
RCH ·
SVV ·
Veendam ·
Vitesse ·
De Volewijckers ·
Wageningen ·
Willem II